# Taça Latina de 2008
A Taça Latina de 2008 foi a 24ª edição da Taça Latina. Esta competição é organizada pelo CERH.
| País     | J | V | E | D | GM | GS | DG  | Pts |
| -------- | - | - | - | - | -- | -- | --- | --- |
| Portugal | 3 | 3 | 0 | 0 | 9  | 4  | 5   | 9   |
| Espanha  | 3 | 1 | 1 | 1 | 9  | 4  | 5   | 4   |
| Itália   | 3 | 1 | 1 | 1 | 10 | 7  | 3   | 4   |
| França   | 3 | 0 | 0 | 3 | 3  | 16 | -13 | 0   |

|          | Portugal | Espanha | Itália | França |
| -------- | -------- | ------- | ------ | ------ |
| Portugal |          | 3-0     | 4-3    | 2-1    |
| Espanha  |          |         | 1-1    | 8-0    |
| Itália   |          |         |        | 6-2    |
| França   |          |         |        |        |